# Job 2 Do
Job 2 Do ist eine thailändische Reggae-Live-Band aus der Provinz Trang, Südthailand, um den Sänger Job Bunjob. Die Band tritt vorwiegend bei inländischen Reggae- und Ska-Festivals auf und ist spätestens seit dem Song Doo Ter Tam (Doo Doo Doo) aus dem Album No War (2005) nicht nur bei den Einheimischen, sondern auch bei Touristen die bekannteste thailändische Reggaeband. Die Band löste landesweit eine regelrechte Reggaebewegung aus.

## Job Bunjob und Job 2 Do
Job Bunjob (thailändisch จ๊อบ บรรจบ, eigentlich Banjob Polin, บรรจบ พลอินทร์; * 16. Dezember 1958 in Amphoe Mueang Trang) ist Sänger und Frontmann der Band. Er spielt selbst auch Gitarre, Mandoline, Pong Lang und Mundharmonika.
Job wurde als Sohn eines Kautschukbauern geboren. Im Alter von 15 Jahren ging er zum Schulbesuch nach Bangkok, als 18-Jähriger begann er einen Job in einer Kegelbahn. Vom ersten Ersparten kaufte er sich eine Gitarre, erlernte das Gitarrenspiel autodidaktisch und trat in Bangkoker Bars und Clubs auf. Nach dem Studium beschloss er, sich gänzlich der Musik zu widmen. Bei einem Konzert in Songkhla im Oktober 1983 verliebte er sich in die Engländerin Dorothy „Dorra“ Lemanczyk. Über sie wurde ihm die Musik von Bob Dylan, Bob Marley, Peter Tosh, The Rolling Stones, Eric Clapton und Ähnlichen bekannt. Auf der Bühne begleitete sie ihn ab dann gesanglich.
1985 gingen beide zusammen nach Newcastle upon Tyne, England, wo der erste Sohn der beiden geboren wurde. Auch hier spielte Job zunächst in Bars und Clubs, konnte sich aber nicht damit anfreunden, dass man ihm dort den Musikstil oktroyieren wollte. Er entschied sich daher dafür, den Lebensunterhalt als Straßenmusiker in Nordengland und Schottland zu verdienen. Zehn Prozent seines Einkommens spendete er regelmäßig an Oxfam. Der Bürgermeister von Aberdeen überreichte ihm gar einen Preis für den „Besten Straßenmusiker“ der Stadt. Bei einem Musikwettbewerb 1995 im schottischen Glasgow erfolgte seine erste Aufnahme: Free Love als Beitrag für den Sampler The Devil. In Eigenproduktion entstanden ein offizielles und fünf Coveralben mit den Titeln On the Job (I–III) und Job on the street (I/II). 
Im Jahr 2000, mittlerweile Vater dreier Kinder, ging Bunjob mit Familie wieder nach Thailand. Im Dezember 2004 verlor er seine Schwester und seinen Bruder auf Ko Phi Phi im Tsunami, was in einigen Songs von Job 2 Do thematisiert wird.
Job 2 Do, gesprochen job to do, wurde nach Jobs Rückkehr in sein Heimatland gegründet. Die Idee für den Bandnamen ergab sich, als ihm seine Frau eine Liste mit noch ausstehenden Erledigungen überreichte. Die Liedtexte behandeln ernste und kritische Themen. Zum Repertoire gehören Eigenkompositionen wie auch Coverversionen bekannter Musiktitel. Der Reggae von Job 2 Do unterscheidet sich vom klassisch-jamaikanischen (z. B. von ihrem Vorbild Bob Marley) durch die Verwendung traditionell-thailändischer Instrumentalelemente und Texten in südthailändischer Sprache, Bunjobs Heimatidiom. Bunjob trat zunächst vor allem in den Tourismusgebieten an den südthailändischen Küsten, also Phuket, Ko Pha-ngan, Ko Samui oder Ko Phi Phi, auf. 
Im Jahr 2000 unterzeichnete er einen Vertrag mit GMM Grammy, einem der großen Musik- und Unterhaltungsunternehmen Thailands, und veröffentlichte das Album Job 2 Do. Dafür wurde er im Jahr darauf als "bester neuer Künstler" mit dem GMM Grammy Award ausgezeichnet, zudem als thailändischer Newcomer 2000 mit dem Season Award des Season Magazins, dem bedeutendsten thailändischen Popmusikpreis. Job 2 Do unterschied sich erheblich von der üblicherweise bei GMM Grammy verlegten Thai-Pop-Musik und ihren Mainstream-fähigen Stars. Das Album war nicht so erfolgreich wie erwartet und GMM Grammy kündigte den Vertrag mit Bunjob. Dieser hat das Album seither nicht mehr öffentlich erwähnt oder darüber gesprochen. Lieber trat er auf Reggae-Live-Festivals und in Clubs auf und weigerte sich, weitere Verträge bei bekannten Labels zu unterschreiben. Auch ohne bedeutendes Label im Hintergrund veröffentlichte Bunjob mehrere Live-Alben bei unabhängigen, lokalen Labels in Südthailand. Die meisten Veröffentlichungen werden mittlerweile unter dem Label Here Music vertrieben.
2004 schrieb er einen Titel für eine UNESCO-Dokumentation über die Moken in der Andamanensee. 2006 trat Bunjob als Hauptakteur auf der Hauptbühne beim ersten Pai Reggae Festival in Mae Hong Son auf, zu dem um die 70.000 Zuschauer anreisten. 2006/2007 produzierte er für Pen-Ek Ratanaruangs Streifen Ploy die Titel Luem Mi Long Sauy Lak Sai und Dae Kon Chang Fun, die sich deutlich von den anderen Titeln des Films unterschieden (insbesondere durch die Verwendung eines nicht zentralthailändischen Dialekts) und ihm zur Bekanntheit in der thailändischen Popmusikszene und als „Vater des thailändischen Rasta und Reggae“ verhalfen. Im Jahr 2009 nannte das thailändische The Guitar Magazine die Band in einem Sonderheft über Reggae und Ska als eine der Bands, die Elemente thailändischer Volksmusik in ihren Reggae-Songs verarbeiten.
Doo Ter Tam (Doo Doo Doo) (O: thailändisch ดูเธอทำ) erlangte durch die Verwendung in der Fernsehwerbung für ein angeblich gesundheitsförderndes Getränk nationale Bekanntheit und war 2008 der Sommerhit des Landes. Der Titel wurde mehrfach gecovert oder remixed. So zum Beispiel brachte 2008 die thailändische Girlgroup Girly Berry (เกิร์ลลี่ เบอร์รี่) auf ihrem Album Stop me Babe! eine Hip-Hop-Dance-Version.
Unforgettable (O: ลืมไม่ลง) war 2007 der Titelsong des Horrorstreifens Sick Nurses (Suay Laak Sai), produziert von Prachya Pinkaew.

## Diskografie (Auswahl)
- 2000: Job 2 Do (Album, GMM Grammy)
- 2004: PP Princess Paradise (Album)
- 2005: Tsunami Live Aid Concert Phuket (Album)
- 2006: No War (Album)
- 2007: YAN unplugged (Album)
- 2007: Nook Gub Nikun (Album)
- 2007: Billabong Koh Libong (Doppel-Album zur Back to the Nature Tour 2007; zusammen mit Tai Sawan)
- 2008: Sapawa Log Lon (Album)
- 2010: No Corruption (Album)
- 2010: By Lord (Album)
- 2011: One World (Album)
- 2011: Global Warming (Album)

Die meisten Alben der Band sind Live-Alben. Zudem wurden auch Video-CDs von Konzerten veröffentlicht.